# Wertach (rzeka)

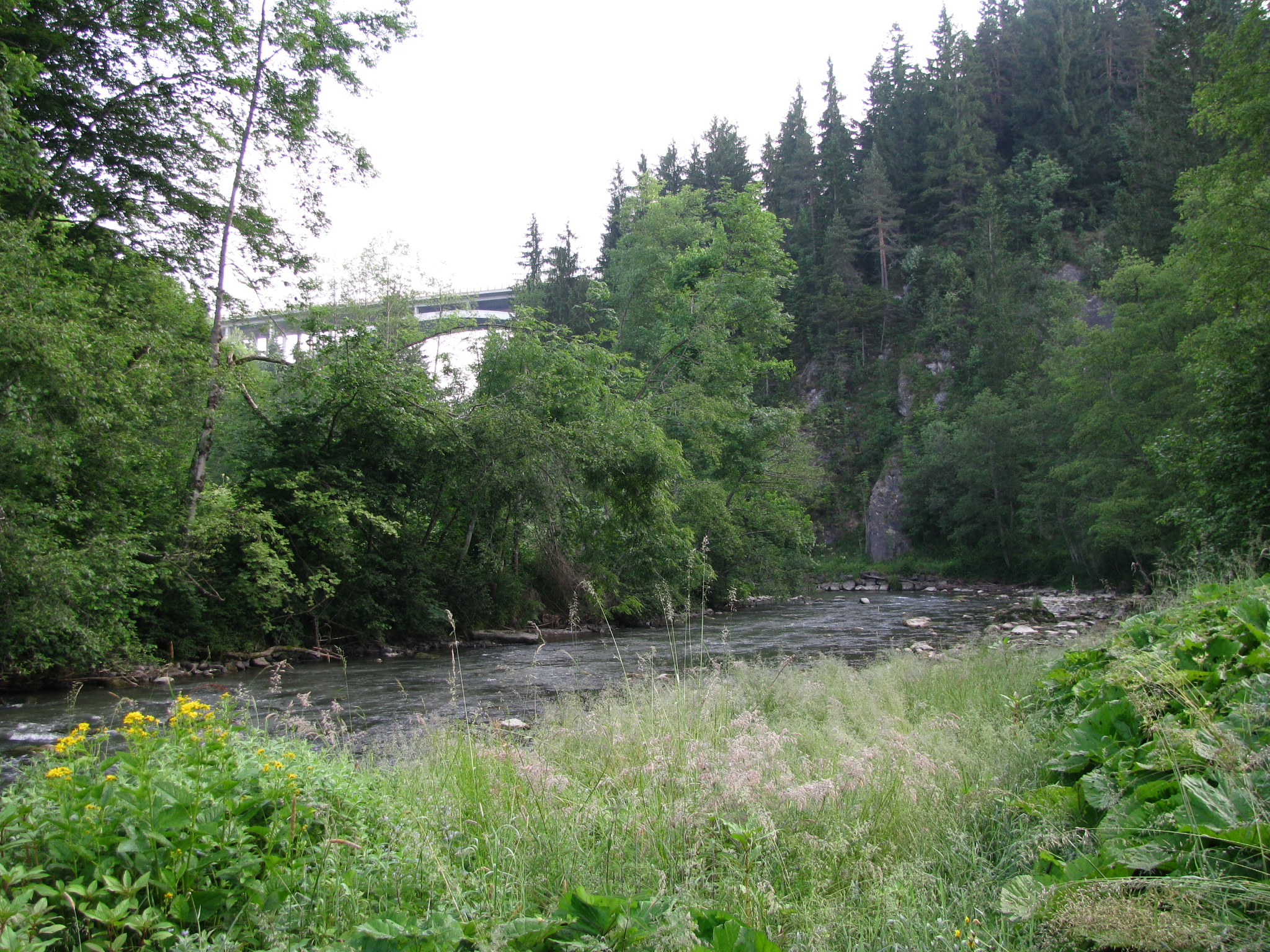
Dolina Wertachtal w pobliżu Maria Rain

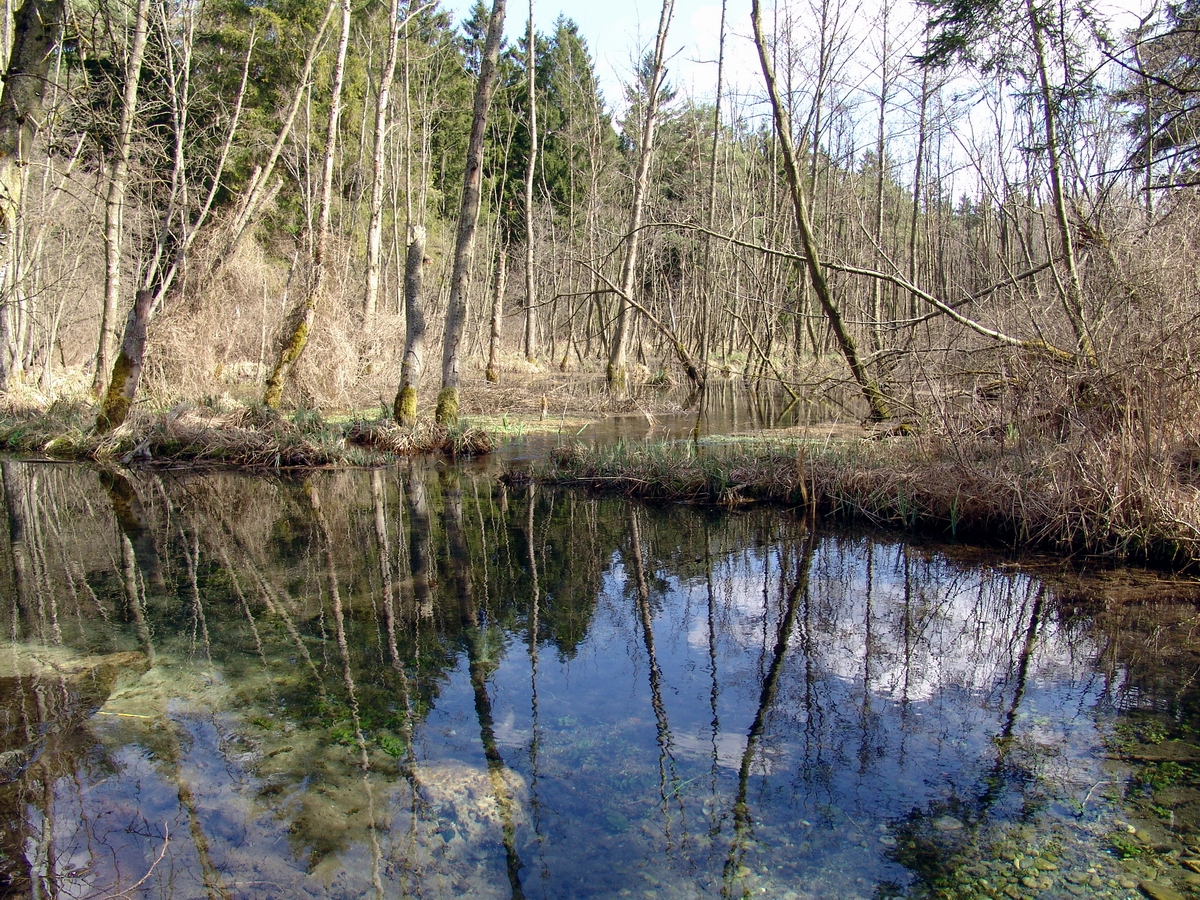
Auwald der Wertach bei Inningen

Wertach – dopływ Lechu (na 150,9 km) w Rejencji Szwabia w Bawarii w Niemczech. Rzeka ma swój początek w połączeniu dwóch potoków górskich, które znajduje się na wysokości 1078 m n.p.m., natomiast ujście rzeki jest na wysokości 461 m n.p.m. Dorzecze ma powierzchnię 1290 km².